# Leica M6
Leica M6 — малоформатный дальномерный фотоаппарат с полуавтоматической установкой экспозиции немецкой компании Leica Camera, выпускавшийся с модификациями с 1984 по 1998 год.
Шестая модель из семейства Leica M, разработан на основе фотоаппарата Leica M4.

## Технические характеристики
- Тип применяемого фотоматериала — плёнка типа 135.
- Размер кадра 24×36 мм.
- Корпус металлический, со съёмной нижней крышкой и открывающейся панелью на задней стенке. В конструкции аппарата применены магниевые сплавы.
- Курковый взвод затвора и перемотки плёнки. Курок имеет два положения — рабочее и транспортное.
- Автоматический самосбрасывающийся счётчик кадров.
- Обратная перемотка плёнки головкой типа рулетка.
- Крепление объектива — байонет Leica M.
  - Аппарат мог комплектоваться по желанию покупателя объективами различных моделей, возможна была продажа без объектива (body).
- Видоискатель совмещён с дальномером, база дальномера 65 мм.
- В поле зрения видоискателя видны переключаемые кадроограничительные рамки для сменных объективов. Рамки для длиннофокусных объективов появлялись или автоматически или вручную, на передней панели камеры имелся переключатель. Автоматическое переключение рамок определялось конструкцией байонета Leica M. Адаптеры для сменных объективов, в свою очередь, выпускались для оптики М39 с различным фокусным расстоянием.[2]
- Фотографический затвор — механический фокальный с матерчатыми шторками, с горизонтальным движением шторок.
- Выдержки затвора от 1 до 1/1000 с и «В».
- Выдержка синхронизации — 1/50 с, кабельный и центральный синхроконтакт «Х».
- Обойма для крепления фотовспышки и сменных видоискателей.
- Автоспуск отсутствует.

### Видоискатель
- В модели Leica M6 («Classic») увеличение окуляра видоискателя 0,72×. В поле зрения видоискателя видны кадроограничительные рамки (с компенсацией параллакса) для объективов со следующим фокусным расстоянием: 28-90, 35-135, 50-75 мм.
- В модели Leica M6 0.85 увеличение окуляра видоискателя 0,85×. В поле зрения видоискателя видны кадроограничительные рамки (с компенсацией параллакса) для объективов со следующим фокусным расстоянием: 35-135, 50-75, 90 мм.
- В модели Leica M6 TTL увеличение окуляра видоискателя 0,58×. В поле зрения видоискателя видны кадроограничительные рамки (с компенсацией параллакса) для объективов со следующим фокусным расстоянием: 28-90, 35, 50-75 мм.
- В устройстве подсветки кадроограничительных рамок применена линза Френеля.

### Полуавтоматическая установка экспозиции
Фотоаппарат Leica M6 имеет полуавтоматическую установку экспозиции с помощью TTL-экспонометрического устройства. 

В отличие от камеры Leica M5 CdS-фоторезистор размещён не на поворотном кронштейне, а неподвижно в верхней части заобъективной полости. Сенсор измеряет свет, отражённый от белого пятна диаметром 12 мм, нанесённого на первую шторку затвора. 

Источник питания экспонометрического устройства — два серебряно-оксидных элемента типа SR44 или одна литиевая батарея 1/3 N. 

На откидывающейся панели задней стенки размещена головка ввода светочувствительности фотоплёнки. Значения светочувствительности 6-6400 ISO. 

При установленном значении выдержки и светочувствительности плёнки прижатием кнопки спуска осуществляется включение экспонометрического устройства, работоспособного только при взведённом затворе. 

В поле зрения видоискателя светодиодами отображается информация света много — света мало — нормальная экспозиция. Правильная экспозиция подбирается вращением кольца установки диафрагмы.
- Установленная выдержка 1/50 с (выдержка синхронизации) подтверждается свечением отдельного светодиода.
- Определение экспозиции возможно только при взведённом затворе (пятно белого цвета находится только на одной шторке).

## Модификации
Фотоаппарат Leica M6 выпускался с различным оформлением, в том числе и по пожеланию заказчиков.
Основные модификации:
- Leica M6J (1994) — коллекционная серия из 1640 камер, посвящённая 40-й годовщине выпуска фотоаппарата Leica M3.
- Leica M6 0.85 (1998) — с увеличением окуляра видоискателя 0,85×.
- Leica M6 TTL (1998—2002) — замена Leica M6 («Classic»). Увеличение окуляра видоискателя 0,58×. Видоискатель адаптирован для фотографов, пользующихся очками. Головка установки выдержек имеет дополнительную позицию «отключение источника питания». Центральный синхроконтакт адаптирован для некоторых фотовспышек.